# أساسنز كريد كرونيكلس
أساسنز كريد كرونيكلز (بالإنجليزية: Assassin's Creed Chronicles)‏ هي لعبة فيديو من نوع أكشن-مغامرات اللعبة عبارة عن سلسلة جانبية مكونة من ثلاثة أجزاء، أول جزء صدر في 21 أبريل 2015 وتدور احداثه في الصين والجزء الثاني صدر في 12 يناير 2016 وتدور احداثه في الهند والجزء الثالث صدر في 9 فبراير 2016 وسوف تدور احداثه في روسيا.

## روابط خارجية
- أساسنز كريد كرونيكلس على موقع IMDb (الإنجليزية)